# Uncle Josh at the Moving Picture Show
Uncle Josh at the Moving Picture Show ist ein US-amerikanischer Stummfilm aus dem Jahr 1902. Regie führte Edwin S. Porter. Der Film wurde von der Edison Manufacturing Company veröffentlicht. Der Film setzt die Uncle-Josh-Reihe aus dem Jahr 1900 fort und ist eine Neuverfilmung des englischen Films The Countryman and the Cinematograph aus dem Jahr 1901.

## Handlung
Onkel Josh besucht ein Kino und sieht sich dort mehrere Kurzfilme an, dabei macht er vor der Leinwand so viele Faxen, dass diese zusammenbricht.
Beim ersten Film Parisian Danger ist eine Frau zu sehen, die einen Cancan tanzt, hier tanzt Onkel Josh einfach mit. Der zweite Film The Black Diamond Express zeigt, wie ein Zug hereinkommt und Onkel Josh davonrennt. In dem Film The Country People sind einige Slapstick-Szenen vor einem Dorfbrunnen zu sehen. Schließlich reißt er die Leinwand herunter und bekommt Ärger mit dem Mann am Projektor.

## Hintergrundinformationen
Charles Manley arbeitete als Schauspieler im Ford Theatre, als der amerikanische Präsident Abraham Lincoln ermordet wurde. Die Szene, in der Onkel Josh vor dem Zug davonrennt, ist eine Parodie auf den französischen Film L’Arrivée d’un train en gare de La Ciotat, bei dessen Premiere die Zuschauer ängstlich aus dem Saal gelaufen sein sollen.
Die Figur des Uncle Josh wurde ursprünglich durch den Humoristen Cal Stewart als Bühnenfigur entwickelt. Ab Ende der 1890er Jahre stand Stewart bei Thomas A. Edisons National Phonograph Company als Sprechkünstler unter Vertrag. Seine auf Edison-Walzen erschienen Monologe waren typischerweise Abfolgen kurzer Witze, deren Humor regelmäßig aus der Konfrontation des "Hinterwäldlers" Josh mit dem Großstadtleben oder technischen Neuerungen seiner Zeit resultierte, und zählten zu den erfolgreichsten und auflagenstärksten Titeln des Unternehmens. Auch aufgrund dieser bereits bestehenden Prominenz entwickelte "Josh" sich im frühen US-Stummfilm zu einer beliebten Figur, die mehrere Abenteuer erlebte. Edwin S. Porter führte auch bei den anderen Filmen Regie.

## Chronologie der Reihe
- 1900: Uncle Josh’s Nightmare
- 1900: Uncle Josh in a Spooky Hotel
- 1902: Uncle Josh at the Moving Picture Show
- 1920: Uncle Josh buys a Car (Hörspiel)